# Градище (Заграчани)
Градище или Свети Спас (на македонска литературна норма: Градиште, Свети Спас) е антична и средновековна крепост, разположена над стружкото село Заграчани, Северна Македония.

## Местоположение
Градище е намира на 0,6 km северно от Заграчани и представлява изолиран скалист рид в подножието на Ябланица, в западния край на Стружкото поле. Висок е 150 m (874 m н.в.) и има плосък връх, който постепенно пада на югоизток. Склоновете му не са много стръмни. Ридът доминира над околностите на много километри. На 2,5 км южно от него минава трасето на Виа Егнация.

## История

### Античност
Ридът е бил използван за убежище при кризи през елинистичните времена - открити са македонски монети и фибули. Същата употреба има отново в несигурни времена в края на III век и в края на IV век, което се доказва от многобройни монети. Вероятно стената отгоре е късноантична. Изградена е от ломен камък без хоросан, широка е 1,5 m и заема площ от 95 х 57 m (0,4 ha). В центъра, на най-високата позиция, лежат останките от забележителна сграда, покрита с голяма грамада камъни, която според Иван Микулчич може би е раннохристиянска базилика.

### Средновековие
Югоизточно от грамадата, на ръба на скалния участък, лежи частично разкрита основа на средновековна църква. Иззидана е с хоросан и е с размери около 10 х 5 m. Според местната традиция е посветена на Свети Спас. В района са намерени и части от славянска керамика, открита е и византийска монета - меден скифат от XIII век. Очевидно старата крепост отново е използвана от време на време в тежките периоди на Късното средновековие.